# Lily Collins
Lily  Collins (Guildford, Inglaterra, 18 de marzo de 1989) es una actriz británica. Hija del músico Phil Collins y de la actriz Jill Tavelman. Debutó en el cine con la película The Blind Side, del 2009. Luego se hizo conocida por películas como Mirror Mirror (2012), en la que interpretó a Blancanieves, la adaptación del éxito de ventas de Cassandra Clare, Cazadores de sombras: Ciudad de hueso (2013), en la que interpretó a Clary Fray y la adaptación de la novela romántica de Cecelia Ahern, Love, Rosie. 
Obtuvo reconocimiento por su rol protagónico en la película Rules Don't Apply (2016), donde interpretó a Marla Mabrey, papel que le valió una nominación a los Globo de Oro 2016, en la categoría de Mejor actriz en película de comedia o musical. Fue nuevamente nominada a los Globo de Oro de 2020 en la misma categoría por su rol protagónico en la serie de Netflix, Emily in Paris.

## Biografía
Nació en Guildford, Surrey, Inglaterra, el 18 de marzo de 1989. Fue la segunda hija del músico británico Phil Collins y de su segunda esposa, Jill Tavelman, estadounidense. Su abuela materna fue una inmigrante judía-canadiense, propietaria durante muchos años de una tienda de ropa masculina en Beverly Hills, California. Tras el divorcio de sus padres en 1996, cuando ella tenía siete años, se mudó a Los Ángeles junto a su madre. Su hermana adoptiva es la actriz Joely Collins, y también es hermana del músico Simon Collins y de los hijos del tercer matrimonio de su padre, Nicholas y Matthew Collins. Se graduó de la Harvard-Westlake School y asistió a la Universidad del Sur de California, especializándose en periodismo televisivo. Collins fue presentada en sociedad como una debutante en el Bal des Débutantes en París, en 2007.

## Trayectoria profesional

### Comienzos
Collins comenzó a actuar a la edad de dos años en la serie de la BBC Growing Pains. Muy joven, Collins escribió una columna (titulada "NY Confidential") para la revista británica Elle Girl. También ha escrito para Seventeen, Teen Vogue, y otras revistas de Los Angeles Times. Fue corresponsal de Nickelodeon en la alfombra naranja de los Kids' Choice Awards de ese año. También fue la corresponsal del canal durante las Elecciones presidenciales de Estados Unidos de 2008.
Fue seleccionada por Chanel para llevar uno de sus vestidos de gala en Bal des Débutantes en el Hôtel de Crillon en París, que apareció en la serie e televisión The Hills. Fue elegida por la edición española de Glamour en 2008 como su Modelo Internacional del Año, y apareció en la portada de la revista en agosto de 2009.
Ese mismo año, Collins apareció en dos episodios de la serie juvénil 90210, incluyendo el episodio final. Ese mismo año, Collins fue una de las veinte mujeres nombradas en la revista Maxim como las Hijas Más Atractivas de las Estrellas de Rock.
Su debut en el cine fue la película The Blind Side (2009) interpretando a la hija de Sandra Bullock. Después en 2011 tuvo un papel secundario en la película Priest (2011) basada en el manhwa (cómic coreano homónimo) del mismo nombre y después, ese mismo año coprotagonizó junto a Taylor Lautner la película Abduction (2011) que a pesar de ser mal recibida por la crítica, ella no recibió comentarios negativos por su actuación.

### 2012-2015
En 2012 protagonizó Mirror Mirror (2012) la adaptación basada en el cuento clásico de Blancanieves de los Hermanos Grimm, interpretando a Blancanieves y junto a Julia Roberts como la Reina Clementianna. Ese mismo año apareció en la cinta Stuck in Love (2012) junto a los actores Greg Kinnear, Jennifer Connelly, Logan Lerman y Nat Wolff.

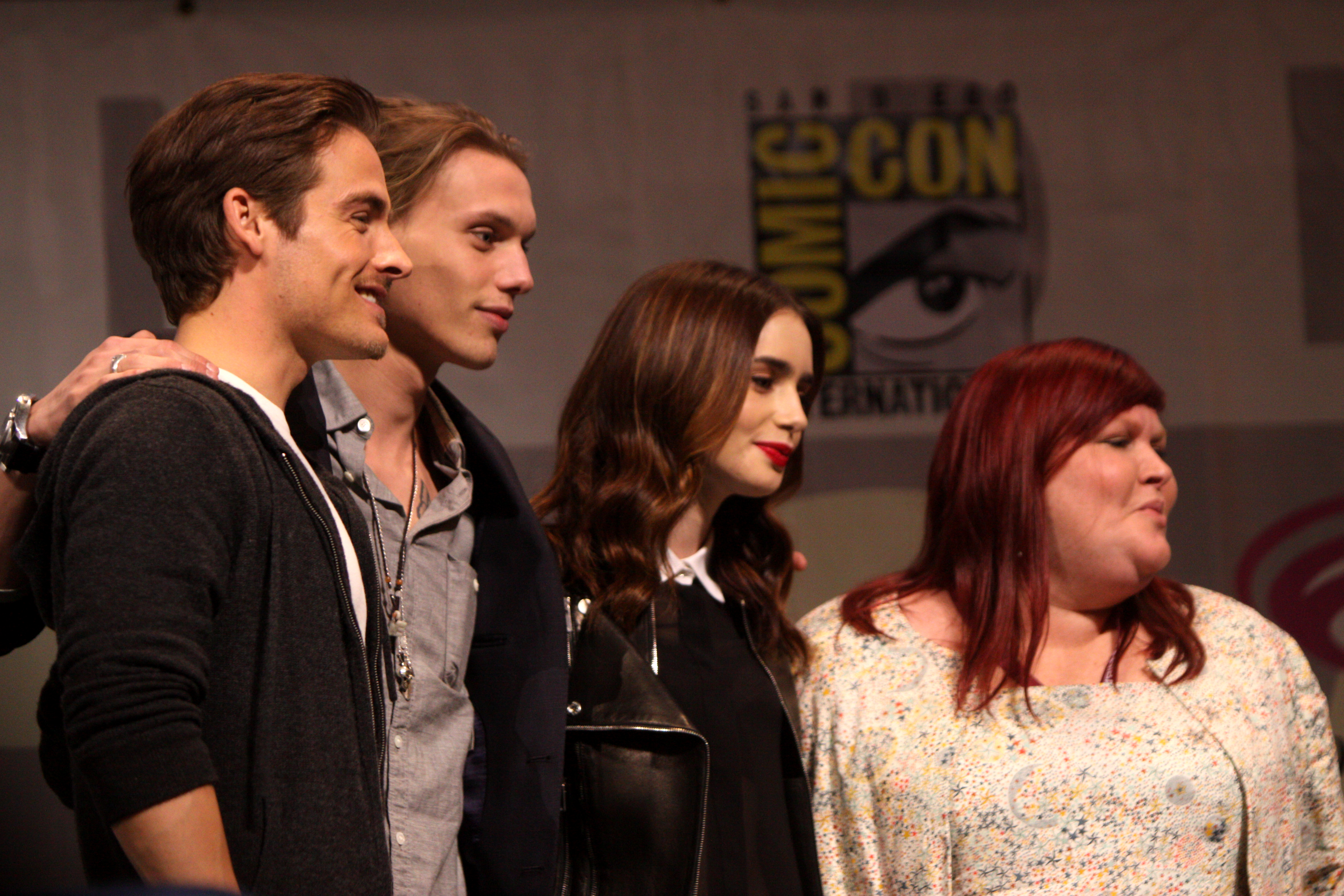
Kevin Zegers, Jamie Campbell Bower, Lily Collins y Cassandra Clare en la ComicCon de 2013 en Anaheim, California

En el mes de agosto de 2013, se estrenó la película Cazadores de sombras: Ciudad de hueso (2013), que obtuvo críticas mixtas, pero de la que se llevó elogios junto a Jamie Campbell Bower por su actuación.
n, la química que compartían y su gran calidad visual. Collins, ya era fanática de las sagas antes de ser seleccionada y se sintió muy honrada por encarnar a la protagonista, Clary Fray. No se sabe a ciencia cierta si se seguirá con la saga, ya que por la baja taquilla de la película, la productora Constantin Film suspendió indefinidamente la grabación de la secuela Ciudad de Ceniza.
En octubre de 2013 se convirtió en la nueva imagen de la marca Lancôme y ese mismo mes apareció en el vídeo musical de la canción "City of Angels" de Thirty Seconds to Mars.
En 2014 protagonizó junto con Sam Claflin la película Love, Rosie, adaptación cinematográfica del libro Where Rainbows End, escrito por Cecelia Ahern.

### 2016-2018
Collins tuvo el papel protagonista como Marla Mabrey, junto al actor Alden Ehrenreich, en la comedia romántica Rules Don't Apply (2016), del director Warren Beatty, quien también tenía un papel protagónico como Howard Hughes. Cuando la película fue estrenada en noviembre, recibió críticas mixtas y perdió dinero en taquilla pero gracias a su actuación, Collins recibió su primera nominación a los Globos de Oro por Mejor Actriz en una Comedia o Musical en su 74.ª edición.
En 2016, Collins fue parte del piloto de The Last Tycoon, basado en el último libro de F. Scott Fitzgerald, The Last Tycoon. Hizo de Cecelia Brady, hija de Pat Brady, quien fue interpretada por Kelsey Grammer. Sin embargo, la segunda temporada fue cancelada en septiembre de 2017.
En marzo de 2016 se unió al drama To the Bone en el papel principal. Se estrenó en el Sundance Film Festival el 22 de enero de 2017. Fue lanzada a nivel mundial por Netflix el 14 de julio de 2017. A pesar del tema tabú de la anorexia en la película, su interpretación como Ellen fue llamado un "trabajo ejemplar".
Collins también fue parte del reparto de la película de Netflix, Okja dirigida por Bong Joon-ho, junto a Jake Gyllenhaal y Tilda Swinton. La película compitió por el Palme d'Or en Festival de Cannes 2017 y recibió una ovación de pie durante 4 minutos después de su estreno. Fue lanzada en Netflix el 28 de junio de 2017.

#### Los Misérables
En 2017 fue anunciado que la miniserie Les Misérables sería adaptada por Andrew Davies en una miniserie de BBC dirigida por Tom Shankland y protagonizada por Collins junto a Dominic West y David Oyelowo. Collins tuvo el papel protagónico de Fantine, una joven parisina que es abandonada por su amante rico, obligándola a cuidar ella sola de su hija pequeña, Cosette. La filmación comenzó en febrero de 2018 en Bélgica y el norte de Francia.
Los críticos y fanes aplaudieron su interpretación de Fantine, Alexandra Pollard de The Independent escribió que "[Collins] hace de la trágica Fantine con firmeza y elegancia", en una "magnífica" interpretación.

### 2019-presente

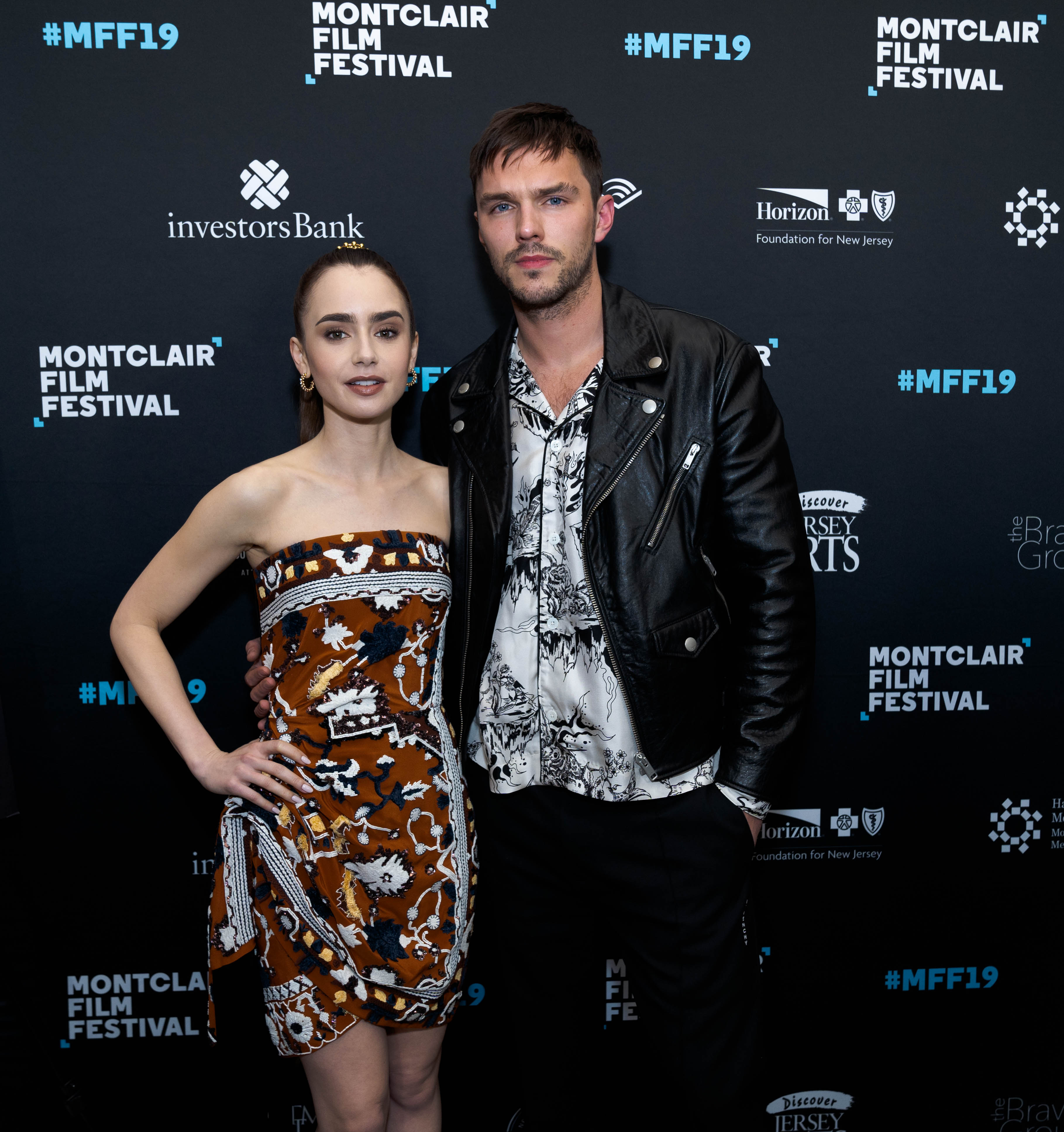
Lily Collins y Nicholas Hoult en 2019.

En 2019, Collins coprotagonizó junto a Zac Efron el drama Extremely Wicked, Shockingly Evil and Vile, dirigido por Joe Berlinger. Interpreta a Elizabeth Kendall, la novia de Ted Bundy, a la que le cuesta aceptar que su pareja es un asesino en serie. La película se estrenó en el Sundance Film Festival el 26 de enero de ese año. También ese año, Collins tuvo uno de los papeles principales como Edith Tolkien, la novia, musa, y esposa del autor J. R. R. Tolkien, en la película biográfica Tolkien, con Nicholas Hoult en el papel principal. La filmación comenzó en octubre de 2017 y terminó en diciembre. La película fue finalmente lanzada el 10 de mayo de 2019.
En 2020, Collins protagonizó junto a Simon Pegg el thriller Inheritance dirigida por Vaughn Stein. También apareció en Mank, dirigida por David Fincher para la plataforma Netflix. Protagonizó la serie Emily in Paris, que se estrenó el 2 de octubre de 2020 a través de la plataforma Netflix.
Collins protagonizará The Cradle, dirigida por Hope Dickinson Leach junto a Jack O'Connell, y en Gilded Rage junto a Christoph Waltz y Bill Skarsgård, producida por Jake Gyllenhaal y dirigida por Charlie McDowell.

## Vida personal

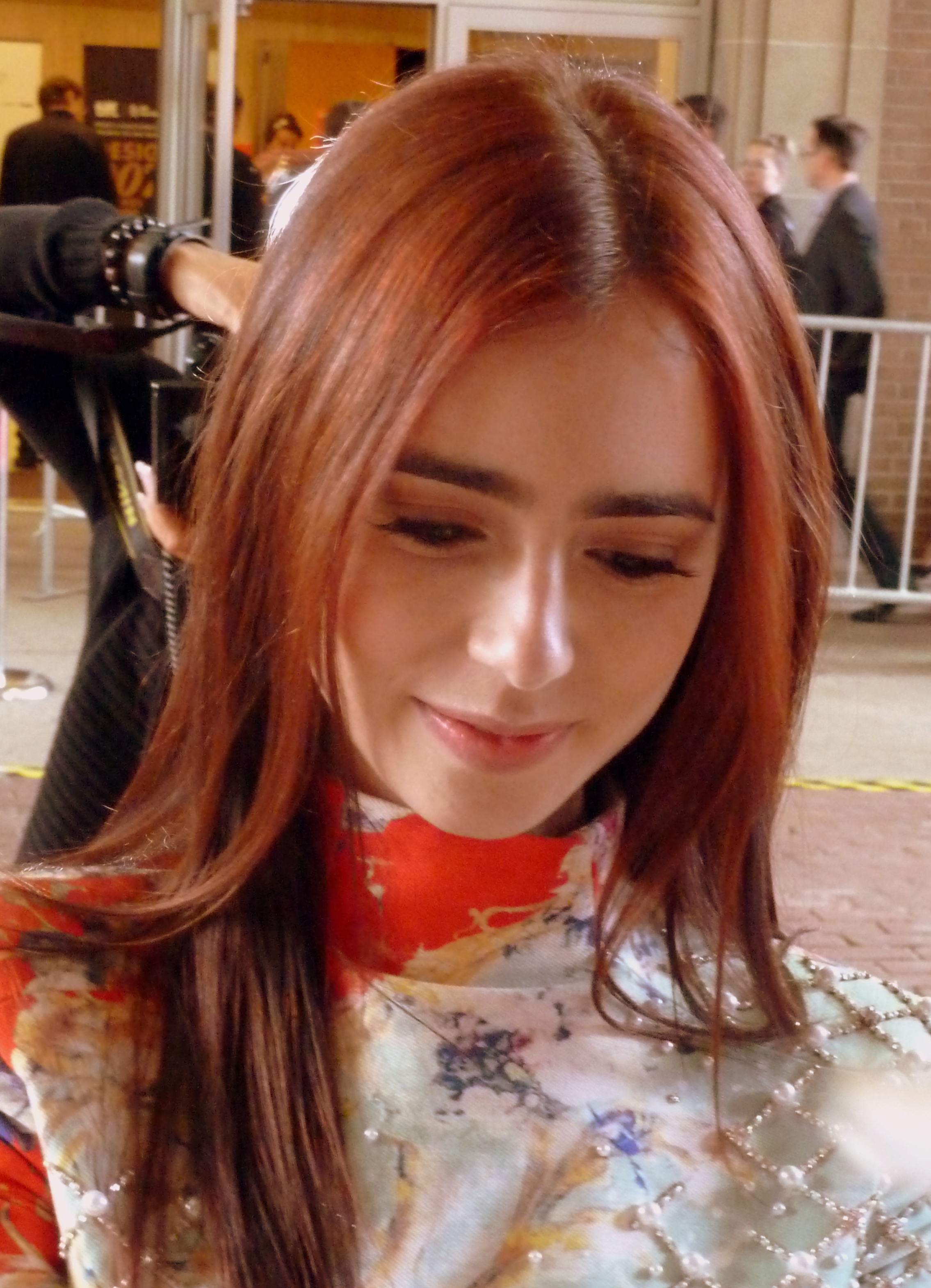
Collins en el Festival Internacional de Cine de Toronto de 2012

### Relaciones y matrimonio
Desde 2012 a 2018 mantuvo una relación intermitente con Jamie Campbell Bower, su compañero de reparto en Cazadores de sombras: Ciudad de hueso.
En 2019 comenzó a salir con el actor Charlie McDowell. El 25 de septiembre de 2020 anunció su compromiso a través de su cuenta de Instagram. El 4 de septiembre de 2021 contrajeron matrimonio.
El 31 de enero de 2025, anunciaron en su cuenta de Instagram el nacimiento de su primer bebé, una niña llamada Tove Jane McDowell, quien nació a través de un vientre de alquiler.

### Personalidad
En una entrevista, Collins habló de su personalidad:

Soy una especie casera. Me encanta pasar tiempo con mis amigos, pero muchos de mis mejores amigos son gente que conocía de la escuela que no están en el negocio… Nos gusta ir a los parques de atracciones, al cine, cocinar o ir a la discoteca. Soy más una persona de bajo perfil, el hecho de crecer en un entorno en el que tu vida privada es tan pública, me ha hecho aprender mucho acerca de cómo mantenerte en privado si tú realmente quieres… Nunca he sido de las que van por delante de las cámaras por cualquier otra razón excepto que estoy promocionando algo.

Además contó sobre la "moda" de sus cejas ya que se la conoce como la "chica de las cejas gruesas" y genera opiniones encontradas:

Es tan divertido! Recuerdo que en la escuela primaria estaba muy consciente de ellas porque la gente siempre hacia comentarios sobre ellas. Así que yo siempre supe que era diferente. Pero, de repente, es un tema de conversación. Fui a Tokio a hacer prensa para ‘Mirror Mirror’, y unas chicas se señalan en las cejas diciendo: “¡Mira! Tenemos las cejas Lily Collins”. Se las habían dibujado. Yo estaba como, ‘Esto es tan extraño!’ Era muy dulce y un gran cumplido. Me enseñó mucho acerca de cómo algo que te puede separar tanto y hacer que te sientas cohibida al crecer. Realmente es esa cosa que hará que tú destaques cuando seas mayor. Las cosas que son peculiares y diferente en ti es lo que te hace especial... Pero realmente no me importa si a la gente no le gusta. Son sólo una parte de lo que soy.

## Filmografía

### Cine
| Año  | Título original                             | Personaje               | Notas              |
| ---- | ------------------------------------------- | ----------------------- | ------------------ |
| 1999 | Tarzán                                      | Mono bebé               | Voz                |
| 2009 | The Blind Side                              | Collins Tuohy           |                    |
| 2011 | Priest                                      | Lucy Pace               |                    |
| 2011 | Abduction                                   | Karen Murphy            |                    |
| 2012 | Mirror Mirror                               | Blancanieves            |                    |
| 2012 | Stuck in Love                               | Samantha Borgens        |                    |
| 2013 | The English Teacher                         | Halle Anderson          |                    |
| 2013 | The Mortal Instruments: City of Bones       | Clary Fray              |                    |
| 2014 | Love, Rosie                                 | Rosie Dunne             |                    |
| 2016 | Rules Don't Apply                           | Marla Mabrey            |                    |
| 2017 | Okja                                        | Red                     |                    |
| 2017 | To the Bone                                 | Ellen «Eli»             |                    |
| 2017 | The Dig                                     | Zoe                     | Cortometraje       |
| 2018 | Here Comes the Grump                        | Princesa Amanecer       | Voz                |
| 2019 | Tolkien                                     | Edith Tolkien           |                    |
| 2019 | Extremely Wicked, Shockingly Evil, and Vile | Elizabeth «Liz» Kendall |                    |
| 2020 | Inheritance                                 | Lauren Monroe           |                    |
| 2020 | Mank                                        | Rita Alexander          |                    |
| 2022 | Windfall                                    | La Esposa               | También productora |
| 2024 | MaXXXine                                    | Molly Bennett           |                    |

### Televisión
| Año       | Título          | Personaje     | Notas                                           |
| --------- | --------------- | ------------- | ----------------------------------------------- |
| 2009      | 90210           | Phoebe Abrams | 2 episodios                                     |
| 2016–2017 | The Last Tycoon | Cecelia Brady | Protagonista; 9 episodios                       |
| 2018      | Les Misérables  | Fantine       | Protagonista (miniserie)                        |
| 2020–2024 | Emily in Paris  | Emily Cooper  | Protagonista; 40 episodios (también productora) |
| 2021      | Calls           | Camilla       | Voz; episodio: «The End»                        |

### Vídeos musicales
| Año  | Título            | Artista                |
| ---- | ----------------- | ---------------------- |
| 2013 | «Claudia Lewis»   | M83                    |
| 2013 | «City of Angels»  | Thirty Seconds to Mars |
| 2019 | «Save me tonight» | Arty                   |

## Premios y nominaciones
| Año  | Premio                  | Categoría                            | Trabajo                               | Resultado |
| ---- | ----------------------- | ------------------------------------ | ------------------------------------- | --------- |
| 2008 | Young Hollywood Awards  | Artista joven del año                | One to Watch                          | Ganadora  |
| 2012 | Teen Choice Awards      | Actriz de ciencia ficción / fantasía | Mirror Mirror                         | Ganadora  |
| 2013 | MTV Movie Awards        | La adolescente más ruda del verano   | Cazadores de sombras: Ciudad de hueso | Ganadora  |
| 2014 | Teen Choice Awards      | Actriz de acción                     | Cazadores de sombras: Ciudad de hueso | Nominada  |
| 2016 | Hollywood Film Awards   | New Hollywood Award                  | Rules Don't Apply                     | Nominada  |
| 2017 | Golden Globe Award      | Mejor actriz - Comedia o musical     | Rules Don't Apply                     | Nominada  |
| 2017 | Costume Designers Guild | Lacoste Spotlight Award              | Rules Don't Apply                     | Ganadora  |
| 2021 | Golden Globe Award      | Mejor actriz - Comedia o musical     | Emily in Paris                        | Nominada  |